# The Getaway King
The Getaway King (engl. für „Der König der Flucht“, in Polen auch Najmro. Kocha, kradnie, szanuje oder kurz Najmro) ist eine Action-Komödie von Mateusz Rakowicz, die im August 2021 beim New Horizons International Film Festival ihre Premiere feierte und im Mai 2022 in das Programm von Netflix aufgenommen wurde. Der Film ist von wahren Begebenheiten aus dem Leben von Zdzisław Najmrodzki inspiriert, der die Behörden in Polen lächerlich machte, indem er sich neunundzwanzig Mal der Polizei entzog und aus Verfolgungsjagden, Gefangenentransporten oder Gefängnissen entkommen/flüchten konnte.

## Handlung
Zusammen mit seiner Gang raubt Zdzisław Najmrodzki Pewex-Shops aus, in denen man in US-Dollar und anderen harten Währungen bezahlt und nicht in der einheimischen Währung des Landes, dem Złoty. Mit dem Geld wollen sie sich in Zeiten, in denen in Polen alles verboten ist und das Leben langweilig, ein wenig ihre Freiheit und ihren Spaß genießen. Als sich Zdzisław verliebt, will er sich verändern weiß jedoch nicht, ob er dies kann.

## Biografisches
Der Film ist von wahren Begebenheiten im Leben von Zdzisław Najmrodzki inspiriert, der in Polen als „König der Flucht“ bekannt wurde und die Behörden seines Landes lächerlich machte, indem er sich immer wieder der Polizei entzog und aus Verfolgungsjagden, Gefangenentransporten oder Gefängnissen entkommen/flüchten konnte. Najmrodzki wurde 1954 in Stomorga, einem kleinen Dorf in der Woiwodschaft Świętokrzyskie, geboren. Er war 19 Jahre alt, als er in die Armee eintrat. Als Belohnung für seine guten Leistungen gewährte man ihm dort viele Freiheiten, so einen Ausgangsschein, um die Einheit jederzeit, auch in zivil, verlassen zu können.
Im Herbst 1975 begann er in einer Autowerkstatt in Gliwice zu arbeiten. Zwei Jahre später wurde er zum ersten Mal in der Rakowiecka-Straße in Warschau festgenommen. Ihm wurde ein tätlicher Angriff auf die Beamten in einem Restaurant in der Nähe von Żyrardów vorgeworfen und er zu seiner ersten Haftstrafe von eineinhalb Jahre Gefängnis verurteilt, die er in Gliwice verbüßte. Es folgten eine Reihe weiterer Gefängnisaufenthalte und ebenso viele erfolgreiche Flüchtungen. Von den Ermittlungsbehörden wurde er auch „Saszłyk“ genannt, und die Mitarbeiter des Innenministeriums unter der Leitung von Czesław Kiszczak waren lange und intensiv mit seiner Festnahme beschäftigt. Letztlich verbrachte er von den 20 Jahren, zu denen er zu Lebzeiten verurteilt wurde, lediglich 11 in Haft. Er konnte in dieser Zeit 29 Mal dem Gewahrsam entkommen, unter anderem aus dem Hof der Haftanstalt in Gliwice im September 1989.
Najmrodzki schrieb während seiner Aufenthalte in Gefängnissen auch mehrere Gedichte. Einige davon veröffentlichte er 1990 im Galicja-Verlag unter dem Titel Oblicza prawdy (Polnisch für „Gesichter der Wahrheit“). Er starb am 31. August 1995, als er mit seinem BMW bei Pepłówek auf nasser Fahrbahn ins Schleudern kam und mit einem Lkw zusammenstieß. Zusammen mit Najmrodzki starben zwei Söhne seines Freundes im Teenageralter, Marcin und Tomasz.

## Produktion
Regie führte Mateusz Rakowicz. Es handelt sich um sein Spielfilmdebüt. Absolvent der Akademie der Bildenden Künste in Warschau und der Andrzej Wajda Film School und arbeitete an den Storyboards für Filme von Agnieszka Holland, Kasia Adamik, Juliusz Machulski, Władysław Pasikowski, John Daly, Łukasz Barczyk und Greg Zgliński. Das Drehbuch schrieb Rakowicz gemeinsam mit Łukasz M. Maciejewski.
Najmrodzki wird im Film von Dawid Ogrodnik verkörpert. In weiteren Rollen sind Robert Więckiewicz als Barski, Jakub Gierszał als Antos, Rafał Zawierucha als Ujma und Masha Wągrocka als Tereska zu sehen, in die sich Najmrodzki verliebt. Gedreht wurde in Krakau, Zabrze und Warschau, wobei Jacek Podgórski als Kameramann fungierte.
Die Filmmusik komponierte Andrzej Smolik.
Eine erste Vorstellung erfolgte am 18. August 2021 beim New Horizons International Film Festival (auch Polish Days). Am 17. September 2021 kam er in die polnischen Kinos und wird Ende September 2021 beim Polnischen Filmfestival Gdynia gezeigt. Am 11. Mai 2022 wurde er in verschiedenen Ländern in das Programm von Netflix aufgenommen.

## Auszeichnungen
Camera Film Festival Krakau 2021
- Auszeichnung mit dem Publikumspreis (Mateusz Rakowicz)[7]

Camerimage 2021
- Nominierung als Bestes Regiedebüt (Mateusz Rakowicz)[8]

Polnisches Filmfestival Gdynia 2021
- Nominierung für den Goldenen Löwen
- Auszeichnung für die Besten Kostüme (Marta Ostrowicz)[2]